# Genocidul grecilor
Genocidul grecilor, inclusiv genocidul pontic, a fost uciderea sistematică a populației grecești otomane⁠(d) creștine, desfășurat în Anatolia în timpul Primului Război Mondial și al perioadei imediat următoare (1914-1922) în baza apartenenței religioase și etnice. A fost instigat de guvernul Imperiului Otoman și de mișcarea națională turcă împotriva populației grecești indigene din Imperiu și a cuprins masacre, deportări forțate cu marșuri ale morții⁠(d), expulzări sumare, execuții arbitrare și distrugerea monumentelor culturale, istorice și religioase creștine ortodoxe. Potrivit diferitelor surse, câteva sute de mii de greci otomani au murit în această perioadă. Majoritatea refugiaților și supraviețuitorilor au fugit în Grecia (crescând cu peste un sfert populația anterioară a Greciei). Unii, în special cei din provinciile de est, s-au refugiat în Imperiul Rus învecinat. 
Până la sfârșitul anului 1922, majoritatea grecilor din Asia Mică au fugit sau au fost uciși. Cei care au rămas au fost transferați în Grecia în condițiile ultimului schimb de populației între Grecia și Turcia din 1923, care a formalizat exodul și a împiedicat întoarcerea refugiaților. Alte grupuri etnice au fost atacate în mod similar de Imperiul Otoman în această perioadă, între care asirienii și armenii, iar unii cercetători și organizații au recunoscut aceste evenimente ca parte a aceleiași politici de genocid.
Aliații din Primul Război Mondial au condamnat masacrele sponsorizate de guvernul otoman drept crime împotriva umanității. Mai recent, International Association of Genocide Scholars⁠(d) a adoptat o rezoluție în 2007, recunoscând drept genocid campania otomană împotriva minorităților creștine din Imperiu, inclusiv a grecilor. Și alte organizații au adoptat rezoluții care recunosc drept genocid campania otomană împotriva acestor minorități creștine, așa cum au făcut-o parlamentele din Grecia, Cipru, Suedia, Armenia, Țările de Jos, Germania, Austria și Republica Cehă.

## Context
La izbucnirea Primului Război Mondial, Asia Mică era diversă din punct de vedere etnic, populația sa cuprinzând turci și azeri, precum și grupurile autohtone care locuiau în regiune înainte de cucerirea turcească, anume grecii pontici, grecii caucazieni, grecii capadochieni⁠(d), armenii, kurzii, zaza, georgienii, cerchezii, asirienii, evreii, și lazii. 
Printre cauzele campaniei turcești împotriva populației creștine vorbitoare de limbă greacă s-a numărat teama că aceasta ar fi salutat dușmanii Imperiului Otoman ca eliberatori, și credința din rândul unora dintre turci că, pentru a forma o țară modernă în epoca naționalismului, este necesară înlăturarea de pe teritoriul ei a tuturor minorităților care ar putea amenința integritatea unei națiuni turce bazate pe etnie.
 

Potrivit unui atașat militar german, ministrul de război otoman Ismail Enver a declarat în octombrie 1915 că dorește să „soluționeze problema greacă în timpul războiului ... în același mod în care el cred[e] că rezolv[ă] problema armenească”, referindu-se la genocidul armean. (Germania și Imperiul Otoman erau aliați imediat înainte și în timpul Primului Război Mondial). La 31 ianuarie 1917, cancelarul Germaniei Theobald von Bethmann-Hollweg raporta că: 
| “ | Sunt indicii că turcii plănuiesc să elimine elementul grec ca dușman al statului, așa cum au făcut anterior cu armenii. Strategia implentată de turci este de a disloca populația spre interior fără a lua măsuri pentru suprviețuirea ei, și expunând-o la moarte, foamete și boli. Casele abandonate sunt apoi prădate și arse sau distruse. Ce s-a făcut armenilor se repetă cu grecii. | ” |
| — Cancelarul Germaniei, Theobald von Bethmann Hollweg, în 1917, The Killing Trap: Genocide in the Twentieth Century | |   |

## Originea minorității grecești

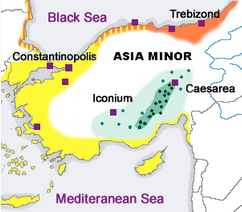
Zonele cu prezență a grecilor anatolieni în 1910. Vorbitorii de greacă demotică cu galben. cu portocaliu. cu verde și orașele individuale indicate.

Prezența grecească în Asia Mică datează cel puțin de la sfârșitul Epocii Bronzului (1450 î.e.n.).  Poetul grec Homer a trăit în regiune în jurul anului 800 î.e.n. Geograful Strabon menționează Smyrna ca fiind primul oraș grecesc din Asia Mică, și numeroase figuri grecești antice erau originare din Anatolia, între care matematicianul Thales din Milet (secolul al VII-lea), filosoful presocratic Heraclit din Efes (secolul al VI-lea î.e.n.) și fondatorul cinismului Diogene din Sinop (secolul al IV-lea î.e.n.). Grecii denumeau Marea Neagră „Euxinos Pontos” sau „marea ospitalieră” și, începând cu secolul al VIII-lea î.e.n., ei au început să navigheze de-a lungul țărmurilor ei și să se stabilească de-a lungul coastei Anatoliei. Cele mai notabile orașe grecești de la Marea Negre erau Trebizonda, Sampsounta, Sinope și Heraclea Pontica.
În perioada elenistică (334 î.e.n.–secolul I î.e.n.), care a urmat cuceririlor lui Alexandru cel Mare, cultura și limba greacă au început să domine chiar și în interiorul Asiei Mici. Elenizarea⁠(d) regiunii a accelerat sub dominația romană și bizantină timpurie, iar din primele secole ale erei noastre, limbile anatoliene locale de origine indo-europeană au dispărut, fiind înlocuite de greaca comună. Din acest punct până la sfârșitul Evului Mediu, toți locuitorii indigeni din Asia Mică practicau creștinismul (numit ortodox răsăritean după Marea Schismă cu catolicii din 1054) și vorbeau greaca drept limbă maternă. 
Cultura grecească rezultată în Asia Mică a înflorit în timpul unui mileniu de dominație (secolul al IV-lea–secolul al XV-lea e.n.) sub Imperiul Roman de Răsărit (Bizantin) predominant elenofon. Cei din Asia Mică au constituit cea mai mare parte a creștinilor ortodocși vorbitori de limbă greacă; astfel, numeroase figuri grecești recunoscute în antichitate târzie, Evul Mediu și Renaștere proveneau din Asia Mică, între care Sfântul Nicolae (270–343 e.n.), retoricianul Ioan Chrysostomos (349–407 e.n.), arhitectul Hagiei Sophia Isidor din Milet (secolul al VI-lea e.n.), mai multe dinastii imperiale, inclusiv Phokas⁠(d) (secolul al X-lea) și Komnenos (secolul al XI-lea), și savanții renascentiști Gheorghe din Trebizonda (1395–1472) și Bessarion (1403–1472).
Astfel, când popoarele turcice au început cucerirea medievală târzie a Asiei Mici, cetățenii greci bizantini erau cel mai mare grup de locuitori de acolo. Chiar și după cuceririle turcești ale interiorului, coasta muntoasă a Mării Negre din Asia Mică a rămas inima unui stat grecesc creștin, Imperiul din Trapezunt, până la căderea lui definitivă în mâinile turcilor otomani în 1461, la un an după cucerirea otomană a regiunii europene denumită acum Grecia. În următoarele patru secole, localnicii greci din Asia Mică au devenit treptat o minoritate în aceste ținuturi, în timp ce membrii comunității lor au suferit turcificarea⁠(d), convertindu-se la islam pentru a scăpa de obligațiile fiscale oneroase și limitările legale impuse minorităților religioase sau pur și simplu pentru a asimila cultura turcă dominantă acum.

## Evenimente

### După Războaiele Balcanice
|                       | Recensământul grecesc (1910-1912) | Recensământul otoman (1914) | Soteriade (1918) |
| --------------------- | --------------------------------- | --------------------------- | ---------------- |
| Hüdavendigâr (Prousa) | 262319                            | 184424                      | 278421           |
| Konya (Ikonio)        | 74539                             | 65054                       | 66895            |
| Trabzon (Trebizonda)  | 298183                            | 260313                      | 353533           |
| Ankara (Angora)       | 85242                             | 77530                       | 66194            |
| Aydin                 | 495936                            | 319079                      | 622810           |
| Kastamonu             | 24349                             | 26104                       | 24937            |
| Sivas                 | 74632                             | 75324                       | 99376            |
| İzmit (Nicomedia)     | 52742                             | 40048                       | 73134            |
| Biga (Dardanele)      | 31165                             | 8541                        | 32830            |
| Total                 | 1399107                           | 1056357                     | 1618130          |

Începând cu primăvara anului 1913, otomanii au implementat un program de expulzări și migrații forțate, concentrându-se asupra grecilor din regiunea Mării Egee și a Traciei de Est, a căror prezență în aceste zone a fost considerată o amenințare la adresa securității naționale. Guvernul otoman a adoptat un dublu discurs, care îi permitea să nege responsabilitatea și cunoașterea prealabilă a acestei campanii de intimidare, în timp ce satele creștine erau golite. Implicarea în anumite cazuri a funcționarilor militari și civili locali în planificarea și executarea actelor de violență și a jafurilor anti-grecești i-a determinat pe ambasadorii Greciei, ai Marilor Puteri și Patriarhia să adreseze plângeri Înaltei Porți. În semn de protest împotriva inacțiunii guvernamentale în fața acestor atacuri și a așa-numitului „boicot musulman” al produselor grecești începute în 1913, Patriarhia a închis bisericile și școlile grecești în iunie 1914. În urma presiunii interne, Talaat Paşa a efectuat o vizită în Tracia în aprilie 1914, iar mai târziu în Marea Egee, pentru a cerceta rapoartele și a încerca să atenueze tensiunile bilaterale cu Grecia. În timp ce pretindea că nu are nicio implicare și că nu știe de aceste evenimente, Talaat s-a întâlnit cu Kuşçubașı Eşref, șeful operației de „purificare” a litoralului Mării Egee, în timpul călătoriei sale și l-a sfătuit să aibă grijă să nu fie „vizibil”.
Unul dintre cele mai grave atacuri ale acestei campanii a avut loc în noaptea de 12/25 iunie 1914, la Phocaea⁠(d) (în greacă Φώκαια), un oraș din Anatolia de Vest, de lângă Smyrna, unde trupele neregulate turcești au distrus orașul⁠(d), ucigând 50 sau 100 de civili și determinând populația să fugă în Grecia. Martorul ocular francez Charles Manciet a afirmat că atrocitățile la care a asistat în Phocaea erau de natură organizată, menite să încercuiască populațiile țărănești creștine din regiune. Într-un alt atac asupra așezării Serenkieuy, din districtul Menemen, sătenii au format grupuri de rezistență armate, dar numai câțiva au reușit să supraviețuiască, după ce au fost învinși de numeroasele bande neregulate musulmane. În timpul verii aceluiași an, Organizația Specială⁠(d) (Teşkilat-ı Mahsusa), asistată de oficialități ale guvernului și armatei, a recrutat bărbați greci de vârstă militară din Tracia și Anatolia de Vest în batalioane de muncă⁠(d) în care au murit sute de mii de oameni. După ce au fost trimiși sute de kilometri în interiorul Anatoliei, acești recruți au fost folosiți la construcția de drumuri, construcții, excavări de tuneluri și alte lucrări de teren; dar numărul lor a fost redus drastic prin privațiuni și maltratări și prin masacre efective comise de către paznicii otomani.

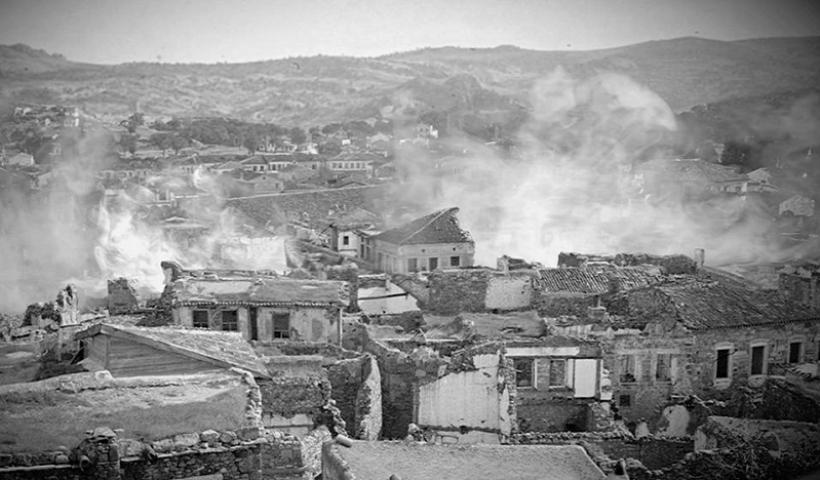
în flăcări, în timpul comis de trupe neregulate turcești în iunie 1914.

În urma unor acorduri similare cu Bulgaria și Serbia, Imperiul Otoman a semnat un mic acord de schimb voluntar de populație cu Grecia la 14/27 noiembrie 1913.  Un alt astfel de acord a fost semnat la 1/14 iulie 1914 pentru schimbul unor „turci” (adică musulmani) din Grecia cu unii greci din Aydin și Tracia de Vest, după ce turcii i-au izgonit pe acești greci de la casele lor ca răspuns la anexarea mai multor insule de către Grecia. Schimbul nu a fost niciodată finalizat din cauza izbucnirii Primului Război Mondial. În timp ce discuțiile privind schimburile de populație erau încă în desfășurare, unitățile de organizații speciale⁠(d) au atacat satele grecești, forțându-i pe locuitorii acestora să renunțe la casele lor pentru Grecia, și înlocuindu-i cu refugiații musulmani.
Expulzarea forțată a creștinilor din Anatolia de Vest, în special a grecilor otomani, are multe asemănări cu politica față de armeni, așa cum observau ambasadorul SUA Henry Morgenthau și istoricul Arnold Toynbee. În ambele cazuri, au jucat un rol și anumiți oficiali otomani, precum Șükrü Kaya, Nazım Bey⁠(d) și Mehmed Reshid⁠(d). Au fost implicate unități ale organizației speciale și batalioane de muncă; și a fost implementat un plan dublu, combinând violența neoficială, sub acoperirea politicii de stat privind populația. Această politică de persecuție și purificare etnică a fost extinsă și în alte părți ale Imperiului Otoman, inclusiv în comunitățile grecești din Pont, Capadochia și Cilicia.

### Primul Război Mondial

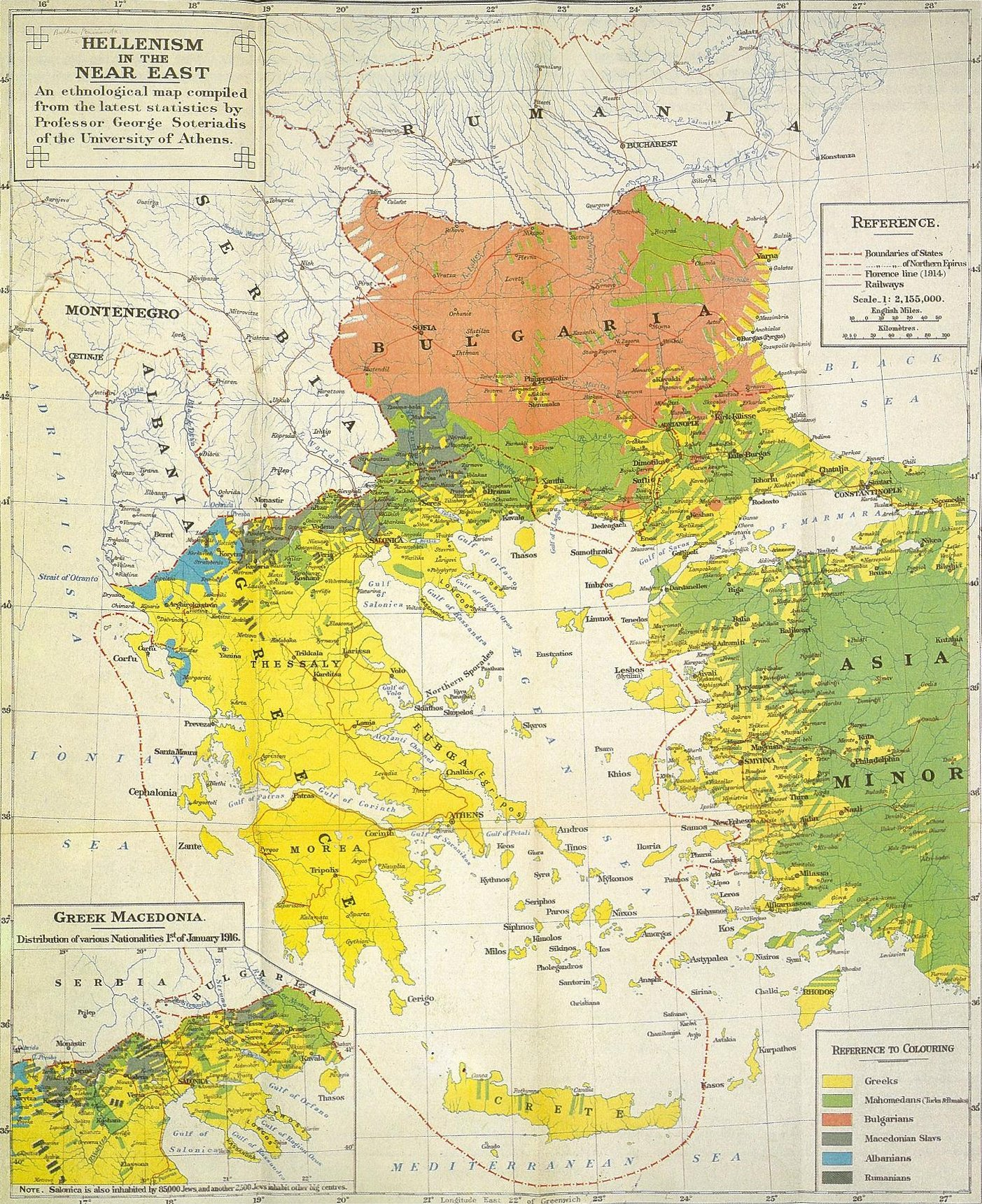
Elenismul în Peninsula Balcanică și Anatolia de Vest în timpul și după Primul Război Mondial, cu câteva dintre zonele din Anatolia de Vest și Tracia de Est unde era concentrată populația greacă. Regiunea Pontică nu este reprezentată.

Cu toate acestea, după noiembrie 1914, politica otomană față de populația greacă s-a schimbat; politica statului a fost limitată la migrația forțată a grecilor din zonele de coastă spre hinterlandul anatolian, în special în regiunea Mării Negre, aproape de frontul ruso-turc. Această schimbare de politică se datora cererilor germanilor de a se opri persecuția grecilor otomani, după ce Eleftherios Venizelos a pus această condiție pentru neutralitatea Greciei în convorbirile cu ambasadorul german de la Atena. Venizelos a amenințat, de asemenea, că va întreprinde o campanie similară împotriva musulmanilor care trăiau în Grecia în cazul în care politica otomană nu se schimbă. Guvernul otoman încercat să pună în aplicare această schimbare de politică, dar nu a reușit, iar atacurile, chiar crimele, au continuat să treacă nepedepsite de către oficialii locali din provincii, în ciuda instrucțiunilor repetate prin telegrame trimise de administrația centrală. Violența arbitrară și extorcarea banilor s-au intensificat mai târziu, furnizând venizeliștilor argumente în favoarea aderării Greciei la Antanta.
În iulie 1915, însărcinatul cu afaceri grec a susținut că deportările „nu pot fi altceva decât un război de anihilare împotriva națiunii grecești din Turcia și, ca măsuri ale acestora, s-au pus în aplicare convertiri forțate la islam, cu scopul evident ca, dacă după încheierea războiului, se va mai pute problema intervenției europene pentru protecția creștinilor, să mai fie rămași cât mai puțini dintre ei”. Potrivit lui George W. Rendel de la Foreign Office-ul britanic, până în 1918 „au fost deportați peste 500.000 de greci, dintre care relativ puțini au supraviețuit”. În memoriile sale, ambasadorul Statelor Unite în Imperiul Otoman dintre 1913 și 1916 scria: „Oriunde se adunau grecii în grupuri și sub așa-numita protecție a jandarmilor turci, au fost transportați, cea mai mare parte pe jos, spre interior. Câți dintre ei au fost împrăștiați în această manieră nu se știe cu siguranță, estimările variază oriunde între 200.000 până la 1.000.000.”
În ciuda schimbării de politică, practica evacuării așezărilor grecești și relocarea locuitorilor a fost continuată, deși la scară redusă. Relocările vizau anumite regiuni care erau considerate vulnerabile din punct de vedere militar, nu întreaga populație grecească. După cum consemnează o relatare a Patriarhiei din 1919, evacuarea multor sate a fost însoțită de jafuri și de crime, în timp ce mulți au murit ca urmare a faptului că nu li s-a dat timp să-și facă proviziile necesare sau că au fost mutați in locuri nelocuibile.

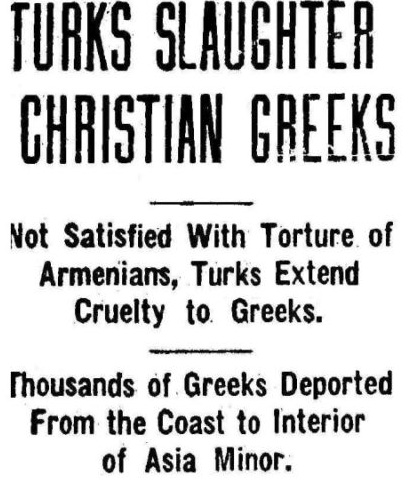
"Turks Slaughter Christian Greeks" (1917)

Politica de stat față de grecii otomani s-a schimbat din nou în toamna lui 1916. Cum forțele Anantei ocupau încă din primăvară Lesbos, Chios și Samos, rușii înaintau în Anatolia și Grecia era pe cale să intre în război de partea aliaților, s-au făcut pregătiri pentru deportarea grecilor care locuiesc în zonele de frontieră. În ianuarie 1917, Talaat Paşa a trimis o telegramă pentru deportarea grecilor din districtul Samsun „treizeci până la cincizeci de kilometri în interior”, având grijă ca totul să se facă „fără agresiuni asupra unor persoane sau bunuri”. Cu toate acestea, executarea decretelor guvernamentale, care a luat o formă sistematică din decembrie 1916, când Behaeddin Shakir⁠(d) a venit în regiune, nu a fost efecutată așa cum s-a ordonat: bărbații au fost luați în batalioane de muncă, femeile și copiii au fost atacați de vecinii musulmani. Astfel, în martie 1917, populația din Ayvalik, un oraș de circa 30.000 de locuitori de pe coasta Mării Egee au fost deportați forțat⁠(d) în interiorul Anatoliei, la ordinul generalului german Liman von Sanders⁠(d). Operațiunea a inclus marșuri ale morții⁠(d), jafuri, torturi și masacre împotriva populației civile. Germanos Karavangelis⁠(d), episcopul de Samsun, a raportat Patriarhiei că treizeci de mii de persoane au fost deportate în regiunea Ankara, iar convoaiele de deportați au fost atacate, multe dintre aceștia fiind uciși. Talaat Paşa a ordonat o anchetă a jafurilor și distrugerilor de sate grecești de către bandiți. Mai târziu, în 1917, au fost trimise instrucțiuni pentru autorizarea ofițerilor militari cu controlul operațiunii și pentru lărgirea domeniului său de aplicare, incluzând acum și persoanele din orașele din regiunea de coastă. Cu toate acestea, în anumite zone populațiile grecești au rămas nedeportate.
Deportați greci au fost trimiși să trăiască în satele grecești din provinciile interioare sau, în unele cazuri, în satele în care trăiau armenii înainte de a fi deportați. Satele grecești evacuate în timpul războiului din cauza preocupărilor militare au fost apoi repopulate cu imigranți și refugiați musulmani. Conform telegramelor trimise provinciilor în această perioadă, bunurile grecești mobile și imobile abandonate nu trebuiau lichidate, ca cele ale armenilor, ci „conservate”.
La 14/27 ianuarie 1917, Cossva Anckarsvärd⁠(d), ambasadorul Suediei la Constantinopol, a trimis o depeșă privind decizia de deportare a grecilor otomani: 
„Ceea ce, mai presus de orice, pare a fi o cruzime nenecesară este că deportarea nu este limitată doar la bărbați, ci este extinsă asemenea la femei și copii. Aceasta se face, pare-se, pentru a ușura confiscarea proprietăților celor deportați.”
Potrivit lui Rendel, atrocitățile cum ar fi deportările care implicau marșuri ale morții, înfometarea în lagărele de muncă etc. au fost denumite „masacre albe”. Oficialul otoman Rafet Bey⁠(d) a activat în genocidul grecilor, iar în noiembrie 1916, consulul austriac din Samsun, Kwiatkowski, a declarat că acesta i-a spus: „trebuie să terminăm cu grecii așa cum am făcut cu armenii   ... astăzi am trimis echipe în interior să omoare pe loc orice grec”.
Grecii pontici au răspuns prin formarea de grupări insurgente, care au transportat arme recuperate de pe câmpurile de luptă ale Campaniei Caucazului din Primul Război Mondial sau furnizate direct de armata rusă. În 1920, insurgenții au atins apogeul în ceea ce privește forțele, care numărau 18.000 de bărbați. La 15/28 noiembrie 1917, delegații Ozakomului⁠(d) au acceptat să creeze o armată unită, compusă din unități omogene din punct de vedere etnic, iar grecilor li s-a alocat o divizie compusă din trei regimente. Divizia Greacă a Caucazului⁠(d) a fost astfel formată din etnici greci care serveau în unitățile rusești staționate în Caucaz și din recruți răcani din rândul populației locale, inclusiv foști insurgenți. Divizia a luat parte la numeroase lupte împotriva armatei otomane, precum și a trupelor neregulate musulmane și armenești, protejând retragerea refugiaților greci în Caucazul rusesc, până când a fost desființată în urma Tratatului de la Poti.

### Războiul Greco-Turc

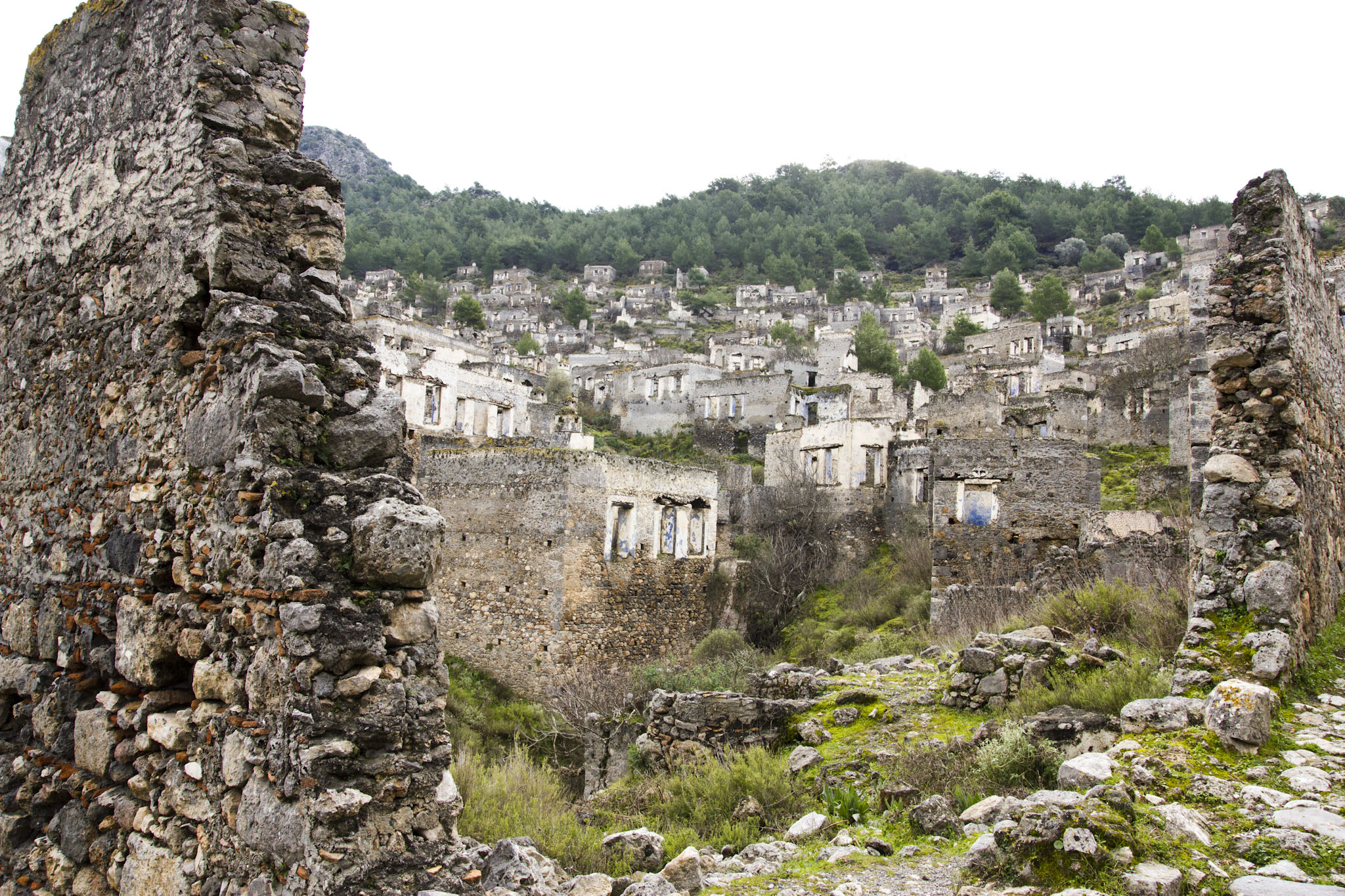
Orașul fantomă Kayakoy (Livisi), sud-vestul Anatoliei, odinioară o așezare locuită de greci. Conform tradiției locale, musulmanii au refuzat să repopuleze locul, deoarece „este infestat cu fantomele livisienilor masacrați în 1915”.

După capitularea Imperiului Otoman, la 30 octombrie 1918, acesta a intrat sub controlul de jure al puterilor victorioase ale Antantei. Acesta din urmă nu au reușit însă să aducă în fața justiției pe autorii genocidului, deși în curțile marțiale din Turcia din 1919-20, mai mulți oficiali otomani au fost acuzați că au ordonat masacre împotriva grecilor și armenilor. Astfel, uciderile, masacrele și deportările au continuat sub pretextul mișcării naționale a lui Mustafa Kemal (denumit ulterior Atatürk).
Într-un raport din octombrie 1920, un ofițer britanic descrie consecințele masacrelor de la İznik din nord-vestul Anatoliei, în care el a estimat că cel puțin 100 de cadavre mutilate descompuse de bărbați, femei și copii erau prezente în și în jurul unei peșteri mari de aproximativ 300 de metri în afara zidurilor orașului.
Masacrarea și deportarea sistematice ale grecilor din Asia Mică, program care a intrat în vigoare în 1914, a fost un precursor al atrocităților comise de armatele grecești și turcești în timpul războiului greco-turc, un conflict care a urmat debarcării grecești de la Smyrna în mai 1919 și a continuat până la recucerirea Smyrnei de către turci și la Marele Incendiu din Smyrna din septembrie 1922. Rudolph Rummel a estimat numărul morților în incendiu la 100.000 de greci și armeni, care au pierit în foc și în masacrele care l-au însoțit. Potrivit lui Norman M. Naimark,⁠(d) „estimările mai realiste variază între 10.000 și 15.000” de victime ale Marelui Incendiu din Smyrna. Aproximativ 30.000 de greci și armeni au fost deportați în interiorul Asiei Mici, dintre care majoritatea au fost executați pe drum sau au murit în condiții brutale. George W. Rendel⁠(d) de la Foreign Office-ul britanic a remarcat masacrele și deportarea grecilor în timpul războiului greco-turc. Potrivit estimărilor lui Rudolph Rummel, între 213.000 și 368.000 de greci anatolieni au fost uciși între 1919 și 1922. Au existat și masacre ale turcilor efectuate de trupele elene în timpul ocupației Anatoliei de Vest din mai 1919 până în septembrie 1922.
Despre masacrele care au avut loc în timpul războiului greco-turc din 1919-1922, istoricul britanic Arnold J. Toynbee scria că debarcările grecești au fost cele care au creat Mișcarea Națională din Turcia condusă de Mustafa Kemal: „grecii din «Pont» și turcii din teritoriile grecești ocupate au fost într-o oarecare măsură victime ale greșelilor inițiale ale dlui Venizelos și ale dlui Lloyd George la Paris”. 

### Eforturi de ajutorare

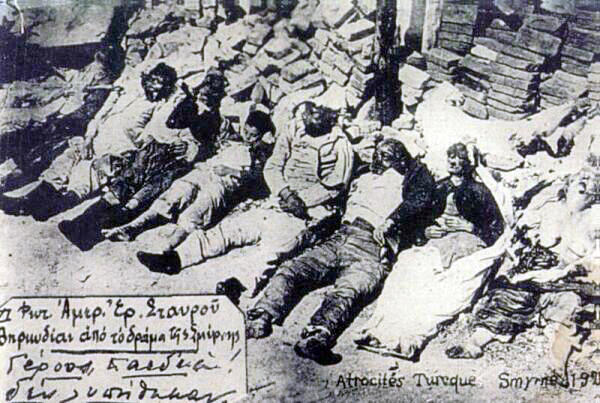
Fotografia făcută după incendiul de la Smyrna. Textul din interior arată că fotografia a fost realizată de reprezentanți ai Crucii Roșii din Smyrna. Traducere: „Bătrânii și copiii nu au fost cruțați”

În 1917 s-a format o organizație de ajutorare pe nume Comitetul de Ajutorare a Grecilor din Asia Mică⁠(d), drept răspuns la deportările și masacrările grecilor din Imperiul Otoman. Comitetul a colaborat cu Fundația de Ajutorare pentru Orientul Apropiat⁠(d) la distribuirea ajutoarelor pentru grecii otomani din Tracia și Asia Mică. Organizația s-a desființat în vara anului 1921, dar activitatea de ajutorare a grecilor a fost continuată de alte organizații.

### Relatări contemporane
Diplomații germani și austro-ungari, precum și memorandumul din 1922 întocmit de diplomatul britanic George W. Rendel⁠(d) cu privire la „Masacre și persecuții turcești”, au oferit dovezi ale seriilor de masacre sistematice și ale epurărilor etnice ale grecilor din Asia Mică. Acesta a citat diverși diplomați, inclusiv ambasadorii germani Hans Freiherr von Wangenheim⁠(d) și Richard von Kühlmann⁠(d), viceconsulului german din Samsun Kuchhoff, ambasadorul Austro-Ungariei Johann von Pallavicini și consulul din Samsun Ernst von Kwiatkowski și agentul oficial neoficial din Angora Signor Tuozzi. Alte persoane citate sunt clerici și activiști, inclusiv misionarul german Johannes Lepsius⁠(d), și Stanley Hopkins de la Fundația de Ajutorare a Orientului Apropiat. Germania și Austria-Ungaria fuseseră aliații Imperiului Otoman în Primul Război Mondial. 

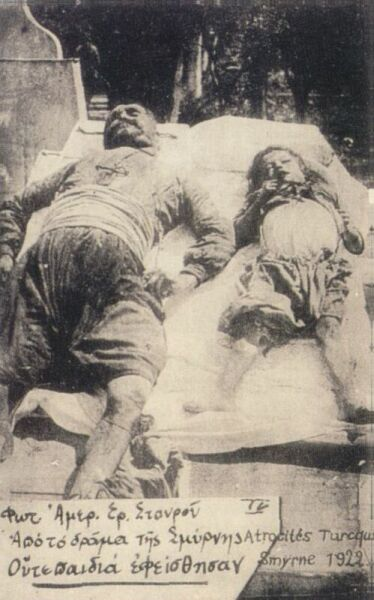
Smyrna, 1922. Traducere: „Niciunui copil nu i s-a permis să trăiască”

Relatările descriu masacre sistematice, violuri și incendieri ale satelor grecești și atribuie intenția oficialilor otomani, inclusiv premierului otoman Mahmud Sevket Paşa, Rafet Bey⁠(d), Talaat Paşa și Enver Paşa.
În plus, The New York Times și corespondenții săi au făcut referiri ample la evenimente, consemnând masacre, deportări, ucideri individuale, violuri, arderea unor sate grecești întregi, distrugerea bisericilor și mănăstirilor ortodoxe grecești, proiecte de „brigăzi de muncă”, jafuri, terorism și alte „atrocități” comise asupra cetățenilor greci, armeni și chiar și asupra cetățenilor britanici și americani și oficialii guvernamentali. Presa australiană a relatat și ea evenimentele.
Henry Morgenthau, ambasadorul Statelor Unite ale Americii în Imperiul Otoman din 1913 până în 1916, a acuzat „guvernul turc” de o campanie de „terorism revoltător, torturi cu cruzime, sechestrarea femeilor în haremuri, pângărire a fetelor nevinovate, vânzarea multor dintre ele la 80 de cenți fiecare, uciderea a sute de mii de oameni și deportarea și înfometarea în deșert a altor sute de mii, [și] distrugerea a sute de sate și multe orașe”, toate făcând parte din „executarea voită” a unei „scheme de anihilare a creștinilor armeni, greci și sirieni din Turcia”. Cu toate acestea, cu câteva luni înainte de Primul Război Mondial, 100.000 de greci au fost deportați în insulele grecești sau în interior, despre care Morgenthau a declarat, „în mare parte, acestea au fost deportări de bună credință; adică, locuitorii greci au fost efectiv mutați în alte locuri și nu masacrați la grămadă. A fost probabil motivul pentru care lumea civilizată nu a protestat împotriva acestor deportări”.
Consulul general al SUA, George Horton⁠(d), a cărui relatare a fost criticată drept „anti-turcă”, afirma că: „una dintre cele mai inteligente afirmații vehiculate de propagandiștii turci este aceea că creștinii masacrați erau la fel de răi ca și călăii lor, că era «50 –50»". În această problemă, el comentează: „dacă grecii, după masacrele din Pont și de la Smyrna, ar fi masacrat toți turcii din Grecia, abia atunci s-ar fi ajuns aproape de 50–50”. În calitate de martor ocular, el laudă și grecii pentru „conduita ... față de miile de turci care locuiesc în Grecia, în timp ce erau în desfășurare masacre feroce”, ceea ce, potrivit opiniei sale, a fost „unul dintre cele mai inspirate și frumoase capitole din toată istoria acelei țări”.

### Victime

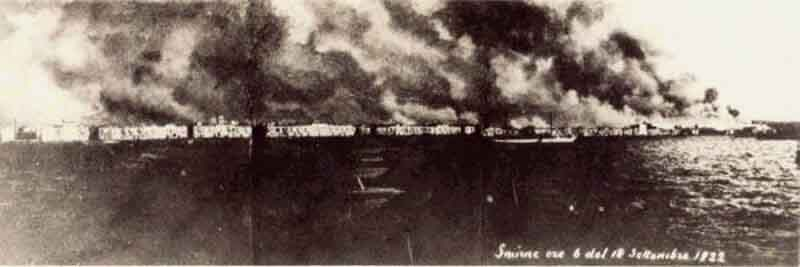
Smyrna arzând în timpul marelui incendiu. Conform unor estimări diferite, aproximativ 10.000, până la 100.000 de greci și armeni au fost uciși în incendiu și în masacrele care l-au însoțit.

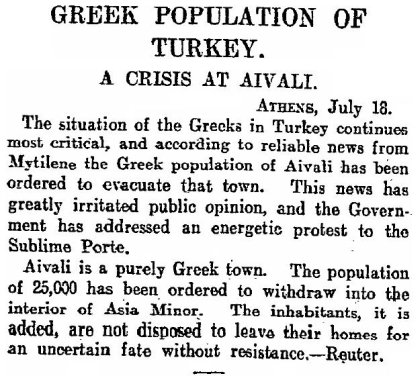
Ziar publicat de The Scotsman la, intitulat „Populația greacă a Turciei, o criză la Aivali”

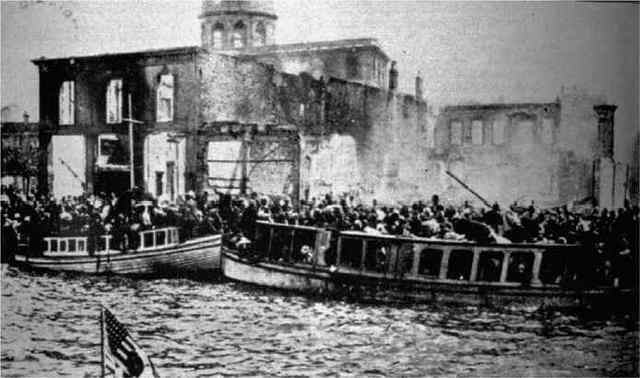
Cetățeni din Smyrna care încearcă să ajungă la corăbiile Aliaților în timpul incendiului din Smyrna, 1922. Fotografia fusese făcută din barca de lansare a unui vas de luptă american.

Pentru întreaga perioadă cuprinsă între 1914 și 1922 și pentru întreaga Anatolie, există estimări academice ale numărului de decese cuprinse între 289.000 și 750.000. Cifra de 750.000 este sugerată de politologul Adam Jones⁠(d). Savantul Rudolph Rummel⁠(d) a compilat diferite cifre din mai multe studii pentru a estima limite mai mici și mai mari pentru numărul morților între 1914 și 1923. El estimează că 384.000 de greci au fost exterminați din 1914 până în 1918 și 264.000 din 1920 până în 1922. Numărul total atingând 648.000. Istoricul Constantin G. Hatzidimitriou scrie că „pierderea de vieți omenești în rândul grecilor anatolieni în perioada războiului mondial și după acesta a fost de aproximativ 735.370”.
Unele surse contemporane au avansat cifre diferite pentru numărul morților. Guvernul grec a strâns cifre împreună cu Patriarhia și a afirmat că au fost masacrați în total un milion de oameni. O echipă de cercetători americani a descoperit, la începutul războiului, că numărul total de greci uciși se poate apropia de 900.000 de oameni. Edward Hale Bierstadt, în 1924, a afirmat că, „conform mărturiei oficiale, turcii au măcelărit cu sânge rece începând cu 1914 1.500.000 de armeni și 500.000 de greci, bărbați, femei și copii, fără nici cea mai mică provocare.” La 4/17 noiembrie 1918, Emanuel Efendi, deputat otoman de Aydin, a criticat purificarea etnică a guvernului precedent și a raportat că 550.000 de greci au fost uciși în regiunile de coastă din Anatolia (inclusiv pe coasta Mării Negre) și în insulele din Marea Egee în timpul deportărilor.
Conform diferitelor surse, numărul grecilor morți în regiunea Pont din Anatolia variază între 300.000 și 360.000. Merrill D. Peterson⁠(d) avansează numărul de 360.000 de morți pentru grecii din Pont. Potrivit lui George K. Valavanis, „pierderea de vieți omenești în rândul grecilor pontici, de la Marele Război (Primul Război Mondial) până în martie 1924, poate fi estimată la 353.000, ca urmare a unor crime, spânzurări și de la pedepse, boli și alte greutăți”. Valavanis a calculat această cifră din evidențele din 1922 ale Consiliului Pontic Central din Atena, pe baza Cărții Negre a Patriarhiei Ecumenice, la care adaugă „50.000 de noi martiri”, care „au ajuns să fie incluși în registru până în primăvara anului 1924“.

## Urmări
Articolul 142 din Tratatul de la Sèvres din 1920, pregătit după Primul Război Mondial, a numit regimul turc „terorist” și a conținut dispoziții „pentru a repara, pe cât posibil, răul provocat indivizilor în timpul masacrelor săvârșite în Turcia în timpul războiului.” Tratatul de la Sèvres nu a fost niciodată ratificat de guvernul turc și în cele din urmă a fost înlocuit de Tratatul de la Lausanne. Tratatul respectiv era însoțit de o „declarație de amnistie”, fără a conține nicio dispoziție cu privire la pedepsirea crimelor de război.
În 1923, un schimb de populație între Grecia și Turcia dus la o încheiere aproape completă a prezenței etnice grecești în Turcia și la un sfârșit similar al prezenței etnice turcești în mare parte din Grecia. Conform recensământului grec din 1928, 1.104.216 de greci otomani au ajuns în Grecia. Este imposibil de știut exact câți locuitori greci din Turcia au murit între 1914 și 1923 și câți etnici greci din Anatolia au fost expulzați în Grecia sau au fugit în Uniunea Sovietică. Unii dintre supraviețuitori și expulzați s-au refugiat în Imperiul Rus învecinat (ulterior, Uniunea Sovietică). Planurile similare pentru un schimb de populație au fost negociate mai devreme, în 1913–1914, între oficialii otomani și greci în timpul primei etape a genocidului grecilor, dar fuseseră întrerupte de izbucnirea Primului Război Mondial.
În 1955, Pogromul din Istanbul a făcut ca majoritatea locuitorilor greci rămași în Istanbul să fugă și să migreze de acolo. Istoricul Alfred-Maurice de Zayas⁠(d) identifică Pogromurile din Istanbul ca o crimă foarte gravă împotriva umanității și afirmă că fuga și migrația mare a grecilor după pogrom corespunde criteriului „intenția de a distruge integral sau parțial” din Convenția privind Genocidul⁠(d).

## Recunoașterea genocidului

### Terminologie
Cuvântul genocid a apărut la începutul anilor ’40, epoca Holocaustului, și a fost avansat de Raphael Lemkin, avocat polonez de origine evreiască. În scrierile sale despre genocid, Lemkin a detaliat soarta grecilor în Turcia. În august 1946, New York Times relata: 
„Genocidul nu este un fenomen nou, nici nu a fost ignorat în trecut. ... Masacrarea grecilor și armenilor de către turci a generat acțiuni diplomatice fără pedeapsă. Dacă profesorul Lemkin reușește, genocidul va fi stabilit drept crimă internațională...”
Convenția privind prevenirea și pedepsirea crimei de genocid⁠(d) (CPPCG) din 1948 a fost adoptată de Adunarea Generală a Națiunilor Unite în decembrie 1948 și a intrat în vigoare în ianuarie 1951. Ea definește genocidul în termeni legali. Înainte de crearea cuvântului „genocid”, distrugerea grecilor otomani era cunoscută de greci drept „masacrul” (în greacă: η Σφαγή), „Marea Catastrofă” (η Μεγάλη Καταστροφή), sau „Marea tragedie” (η Μεγάλη Τραγωδία).

### Discuțiile academice

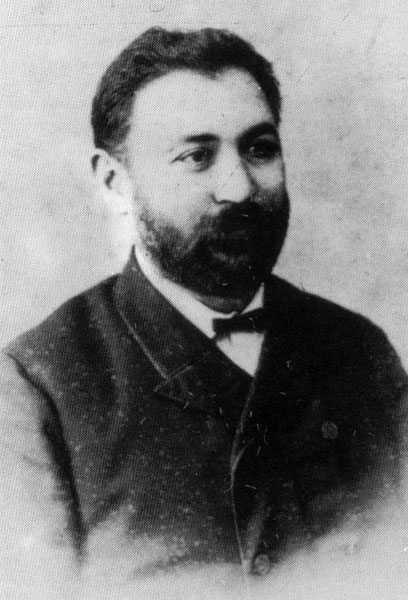
, fost parlamentar otoman, se numără printre numeroasele personalități din Pont spânzurate de un „” în Amasya, în 1921.

În decembrie 2007, Asociația Internațională a Cercetătorilor Genocidului⁠(d) (IAGS) a adoptat o rezoluție în care afirma că campania din 1914–23 împotriva grecilor otomani⁠(d) constituie genocid. Utilizând termenul „genocidul grecilor”, rezoluția afirmă că, alături de asirieni, grecii otomani erau supuși unui genocid „similar calitativ” cu genocidul comis de otomani împotriva armenilor. Președintele IAGS, Gregory Stanton, a cerut guvernului turc să recunoască în cele din urmă aceste trei genocide: „Istoria acestor genocide este clară și nu mai există nicio scuză pentru actualul guvern turc, care nu a comis el însuși infracțiunile, să mai nege faptele." Redactată de savantul canadian Adam Jones⁠(d), rezoluția a fost adoptată la 1 decembrie 2007 cu sprijinul a 83% din toți membrii IAGS cu drept de vot.
Mai mulți specialiști care cercetează genocidul armean, precum Peter Balakian⁠(d), Taner Akçam, Richard Hovannisian⁠(d) și Robert Melson⁠(d), au afirmat totuși că problema trebuia cercetată în continuare înainte de adoptarea unei rezoluții. Manus Midlarsky observă o distincție între afirmațiile despre intenția de genocid împotriva grecilor a oficialilor otomani și acțiunile lor, subliniind limitarea masacrelor la zonele „sensibile” selectate și numărul mare de supraviețuitori greci la sfârșitul războiului. Datorită legăturilor culturale și politice ale grecilor otomani cu puterile europene, susține Midlarsky, genocidul „nu a fost o opțiune viabilă pentru otomani în cazul lor.”  Taner Akçam se referă la relatările contemporane care remarcă diferența de tratare de către guvern a grecilor și armenilor otomani în timpul Primului Război Mondial și concluzionează că „în ciuda politicilor de război din ce în ce mai aspre, în special pentru perioada cuprinsă între sfârșitul anului 1916 și primele luni ale anului 1917, tratamentul aplicat grecilor de către guvern — deși comparabil în unele moduri cu măsurile împotriva armenilor — diferă în sfera de cuprindere, intenție și motivație."
Alți savanți ai genocidului, cum ar fi Dominik J. Schaller și Jürgen Zimmerer, au afirmat totuși că „calitatea genocidară a campaniilor de crime împotriva grecilor” este „evidentă”. Niall Ferguson⁠(d) a făcut o comparație între masacrele sporadice ale comunităților grecești pontice după 1922 și soarta armenilor.
Seminariile și cursurile mai multor universități occidentale examinează evenimentele. Printre acestea se numără Universitatea statului Michigan din Dearborn⁠(d)  și Universitatea din New South Wales⁠(d), care are o unitate dedicată de cercetare. Evenimentele sunt, de asemenea, documentate în reviste academice, cum ar fi Genocide Studies International.

### Politic
În urma unei inițiative a deputaților din așa-numita aripă „patriotică” a grupului parlamentar al partidului socialist PASOK aflat guvernare și parlamentari din gruparea conservatoare Noua Democrație, Parlamentul grec a adoptat două legi privind soarta grecilor otomani; prima în 1994 și a doua în 1998. Actele normative au fost publicate în Monitorul oficial la 8 martie 1994, respectiv la 13 octombrie 1998. Decretul din 1994 a afirmat genocidul din regiunea Pont a Asiei Mici și a desemnat 19 mai (ziua când Mustafa Kemal a debarcat la Samsun în 1919) ca zi de comemorare, (numită Ziua comemorării genocidului grecilor pontici) în timp ce Decretul din 1998 a afirmat genocidul grecilor din Asia Mică în ansamblu și a desemnat 14 septembrie ca zi de comemorare. Aceste legi au fost promulgate de președintele Greciei, dar nu au fost imediat puse în aplicare din cauza intervențiilor politice. După ce ziarul de stânga I Avgi a inițiat o campanie împotriva aplicării acestei legi, subiectul a intrat în dezbatere politică. Președintele partidului ecologist de stânga Synaspismos⁠(d), Nikos Konstantopoulos⁠(d) și istoricul Angelos Elefantis, cunoscut pentru cărțile sale despre istoria comunismului grec, au fost două dintre figurile majore ale stângii politice care și-au exprimat opoziția față de decrete. Cu toate acestea, intelectualul și autorul naționalist de stânga, parlamentarul George Karabelias, l-au criticat aspru pe Elefantis și pe alții care s-au opus recunoașterii genocidului și i-au numit „istorici revizioniști”, acuzând stânga grecească mainstream de o „evoluție ideologică deformată”. El a spus că pentru stânga greacă, 19 mai este o „zi a amneziei”. 
La sfârșitul anilor 2000 Partidul Comunist din Grecia a adoptat termenul de „genocid al ponticilor” (Γενοκτονία Ποντίων) în ziarul său oficial Rizospastis⁠(d) și a participat la evenimente memoriale.
Republica Cipru a numit oficial și evenimentele „Genocidul grec din Pontul Asiei Mici”.
Ca răspuns la legea din 1998, guvernul turc a dat publicității o declarație care susținea că descrierea evenimentelor drept genocid era „fără nicio bază istorică”. „Condamnăm și protestăm împotriva acestei rezoluții”, afirma o declarație a Ministerului Turc de Externe. „Cu această rezoluție, Parlamentul elen, care de fapt trebuie să-și ceară scuze poporului turc pentru distrugerea pe scară largă și masacrele comise de greci în Anatolia, nu numai că susține politica tradițională grecească de denaturare a istoriei, dar arată și că mentalitatea expansionistă grecească este încă vie”, adăuga declarația.
La 11 martie 2010, Riksdagul Suediei a adoptat o moțiune de recunoaștere „ca act de genocid uciderea armenilor, asirienilor/siriacilor/caldeenilor și grecilor pontici în 1915”.
La 14 mai 2013, guvernului din New South Wales i s-a înaintat o moțiune de recunoaștere a genocidului din partea lui Fred Nile⁠(d) de la Partidul Creștin Democrat⁠(d), și care a fost ulterior adoptată, devenind a patra entitate politică care recunoaște genocidul. 
În martie 2015, Adunarea Națională a Armeniei a adoptat în unanimitate o rezoluție de recunoaștere a genocidelor grecilor și asirienilor.
În aprilie 2015, Stările Generale ale Țărilor de Jos și Parlamentul austriac au adoptat rezoluții de recunoaștere a genocidelor grecilor și asirienilor. 

### Motivele recunoașterii limitate
Națiunile Unite, Parlamentul European și Consiliul Europei nu au făcut nicio declarație conexă. Potrivit lui Constantin Fotiadis, profesor de istorie greacă modernă la Universitatea Aristotel din Salonic⁠(d), unele dintre motivele lipsei recunoașterii mai largi și a întârzierii în obținerea recunoașterii acestor evenimente sunt următoarele:
- Spre deosebire de Tratatul de la Sèvres, Tratatul de la Lausanne din 1923, care l-a înlocuit, nu a făcut nicio referire sau mențiune la aceste evenimente, pecetluind astfel sfârșitul catastrofei din Asia Mică.
- Un tratat de pace ulterioară (Tratatul de prietenie greco-turc din iunie 1930) între Grecia și Turcia. Grecia a făcut mai multe concesii pentru a rezolva toate problemele deschise între cele două țări în schimbul păcii în regiune.
- Al Doilea Război Mondial, Războiul Civil, junta militară și agitația politică din Grecia care a urmat au obligat Grecia să se concentreze asupra supraviețuirii și a altor probleme, mai degrabă decât să caute recunoașterea acestor evenimente.
- Mediul politic al Războiului Rece, în care Turcia și Grecia trebuia să fie aliați — care se confruntau cu un inamic comunist comun — nu adversari sau concurenți.

În cartea sa With Intent to Destroy: Reflections on Genocide, Colin Tatz⁠(d) susține că Turcia neagă genocidul pentru a nu pune în pericol „visul său de nouăzeci și cinci de ani de a deveni farul democrației în Orientul Apropiat”.

În cartea Negotiating the Sacred: Blasphemy and Sacrilege in a Multicultural Society, Elizabeth Burns Coleman și Kevin White prezintă o listă de motive ce explică incapacitatea Turciei de a recunoaște genocidele comise de Junii Turci, scriind:
„Negaționismul turcilor față de genocidul a 1,5 milioane de armeni este oficial, constant, agresiv și crescând an după an de la evenimentele dintre 1915 și 1922. Este finanțat de stat, cu departamente și unități speciale în misiuni în străinătate, al căror scop este de a dilua, contracara, minimiza, trivializa și relativiza orice referință la evenimente ce cuprind un genocid al armenilor, grecilor pontici și creștinilor asirieni din Asia Mică.”
și propun următoarele motive pentru negarea genocidelor de către Turcia:
„
- Suprimarea vinovăției și rușinii față de faptul că o națiune războinică, un „far al democrației” așa cum se vedea singură în 1908 (și după aceea), a măcelărit mai multe populații etnice. Democrațiile, se spune, nu comit genocid; ergo, nu se poate ca Turcia să fi făcut aceasta, și ca urmare nici nu a făcut.
- Un ethos cultural și social al onoarei, o nevoie determinantă și compulsivă de a înlătura orice pată de pe reputația națională.
- O frică cronică că recunoașterea va conduce la cereri masive de despăgubiri și restituiri.
- Pentru a depăși frica de fragmentare socială într-o societate care este încă în stare de tranziție.
- O credință „logică” că deoarece genocidul a fost comis cu impunitate, nici negarea lui nu va întâmpina opoziție sau înfierare.
- Cunoașterea interiorizată că uriașa industrie negaționistă are impuls de la sine și nu poate fi oprită nici dacă s-ar vrea.”

## Genocidul ca model pentru viitoarele crime
„Modelul” lui Kemal a rămas activ pentru mișcarea nazistă din Republica Germană de la Weimar și din al Treilea Reich până la sfârșitul celui de al Doilea Război Mondial. Hitler a declarat că se consideră un „discipol” al lui Kemal, pe care l-a numit „steaua [lui] în întuneric”, în timp ce contribuția acestuia din urmă la formarea ideologiei național-socialiste reiese intens din literatura nazistă. Kemal și noua sa Turcie din 1923 au constituit arhetipul „Führerului perfect” și al „bunelor practici naționale” pentru nazism. Presa celui de al Treilea Reich a subliniat „modelul turcesc” și a lăudat continuu „beneficiile” purificărilor etnice și ale genocidului.
 

De la primii săi pași, Partidul Național Socialist al lui Adolf Hitler a folosit metodele statului turc ca etalon pentru a se inspira. Ziarul oficial nazist Völkischer Beobachter („Observatorul Völkisch”), în numărul său din februarie 1921, sublinia cu admirație într-un articol intitulat „Modelul de urmat”: 
 Națiunea germană nu va avea într-o bună zi altă variantă să recurgă și la metode turcești. 
 O publicație nazistă din 1925 lăuda noul stat turc pentru politica sa de „purificare”, care „aruncă elementul grecesc în mare”. Majoritatea scriitorilor celui de al Treilea Reich subliniază că dublul genocid (împotriva grecilor și armenilor) a fost o condiție necesară pentru succesul noii Turcii, NSDAP publicând caracteristic: 
 Numai prin anihilarea triburilor grecești și armenești din Anatolia a devenit posibilă crearea unui stat național turc și formarea unui corp turcesc de societate neștirbit, într-un singur stat. 

## Literatură
Genocidul grecilor este amintit într-o serie de lucrări moderne. 
- Not Even My Name de Thea Halo⁠(d) este povestea supraviețuirii, la zece ani, a mamei ei, Sano (Themia) Halo (nume originar Euthemia „Themia” Barytimidou, în greaca pontică: Ευθυμία Βαρυτιμίδου),[157][158] în ciuda marșului morții din timpul genocidului grecilor, care i-a anihilat familia. Titlul se referă la faptul că Themia și-a primit numele de Sano din partea unei familii de limbă arabă care nu putea pronunța numele ei grecesc, după ce au luat-o ca slujitoare în timpul genocidului grecilor.[159] Narațiunea este povestită de fiica sa Thea și include pelerinajul lor mamă-fiică în Turcia Pontului, în căutarea casei lui Sano, la șaptezeci de ani de la exilul ei.
- Numărul 31328⁠(d) este o autobiografie a romancierului grec Elias Venezis⁠(d) care povestește despre experiențele sale din timpul genocidului grecilor într-un marș al morții spre interior, de la casa natală din Ayvali (în greacă Κυδωνίες, transliterat: Kydonies), Turcia. Din cei 3000 de „recrutați” în „brigada sa de muncă” (denumită altfel Amele Taburlari sau Amele Taburu⁠(d)), doar 23 au supraviețuit. Titlul se referă la numărul (31328) atribuit lui Elias de către armata turcă în timpul marșului morții. Cartea a fost ecranizată sub titlul 1922 de Nikos Koundouros⁠(d) în 1978, film care a fost însă interzis în Grecia până în 1982, din cauza presiunii din partea Turciei, care afirma că permiterea proiecțiilor în Grecia ar deteriora relațiile greco-turce.[160]

## Memoriale

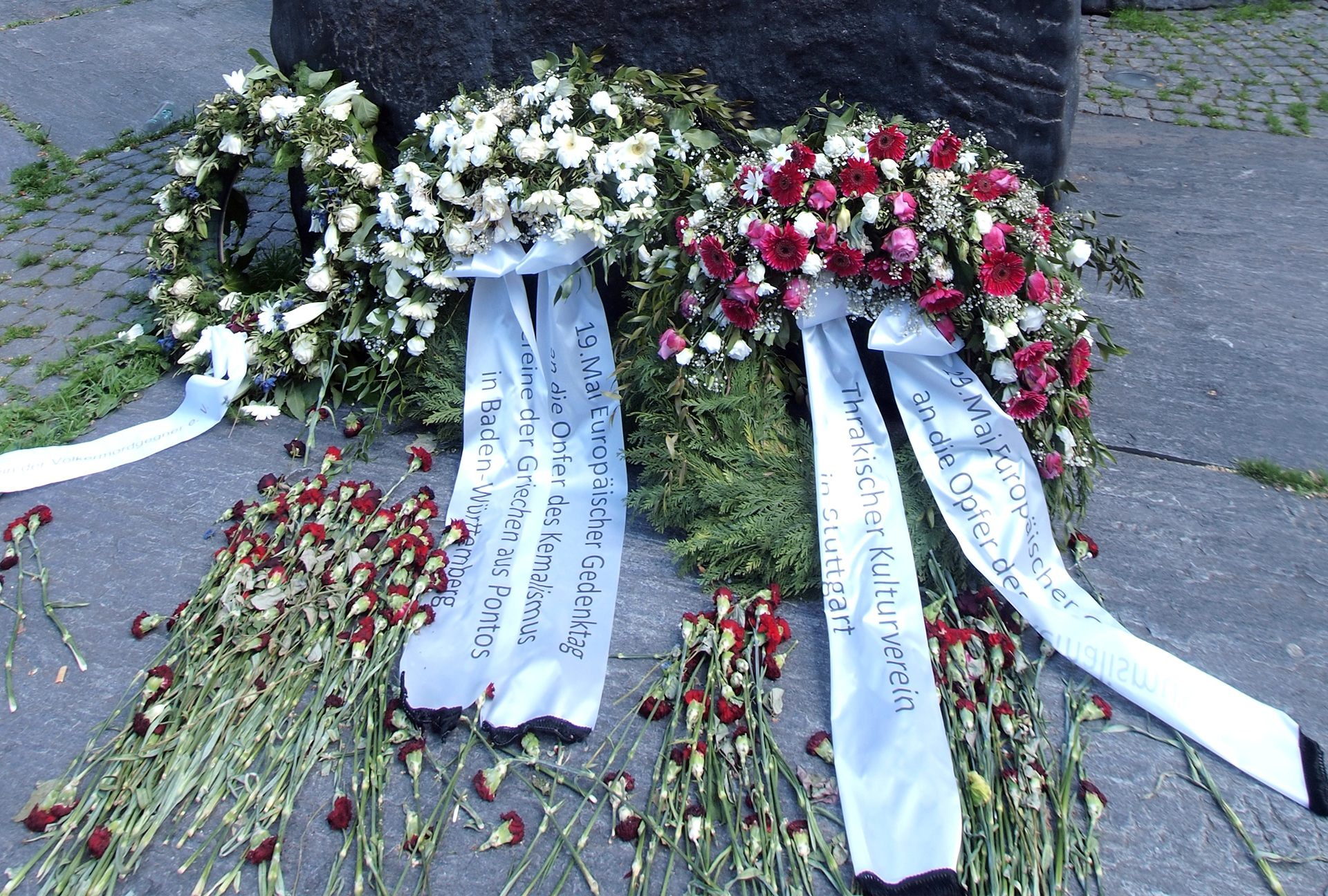
după o ceremonie de comemorare la Stuttgart, Germania

Au fost ridicate monumente care comemorează soarta grecilor otomani în toată Grecia, precum și într-o serie de alte țări, inclusiv Australia, Canada, Germania, Suedia și Statele Unite.

### Relatări contemporane
- Halo, Thea⁠(d) (2001). Not Even My Name, New York: Picador.
- Horton, George (1926), The Blight of Asia, Indianapolis: Bobbs-Merrill, arhivat din original la 1 ianuarie 2013, accesat în 31 iulie 2019
- King, William C (1922), Complete History of the World War: Visualizing the Great Conflict in all Theaters of Action 1914–1918, MA, US: The History Associates, arhivat din original la 1 august 2012  .
- Morgenthau, Henry sr (1918), Ambassador Morgenthau's Story (PDF), = Garden City, NY: Doubleday, Page & Co, arhivat din original (PDF) la 24 ianuarie 2013, accesat în 31 iulie 2019  .
- ——— (1919) [1918], Ambassador Morgenthau's Story, Garden City, NY: Doubleday, Page & Co  .
- Rendel, GW (20 martie 1922), Memorandum by Mr. Rendel on Turkish Massacres and Persecutions of Minorities since the Armistice (memorandum), British Foreign Office, arhivat din original la 16 aprilie 2022, accesat în 31 iulie 2019.
- Toynbee, Arnold J (1922), The Western question in Greece and Turkey: a study in the contact of civilisations, Boston: Houghton Mifflin  .
- Valavanis, G. K. (1925), Σύγχρονος Γενική Ιστορία του Πόντου [Istorie generală contemporană a Pontului] (în greacă), Atena, arhivat din original la 8 noiembrie 2015.